# Faccio un salto all'Avana
Pour plus de détails, voir Fiche technique et Distribution.
Faccio un salto all'Avana est un film italien réalisé par Dario Baldi et sorti en 2011. 

## Intrigue du film
Fedele et Vittorio Diotallevi sont deux frères de Rome.  Tous deux sont mariés à Laura et Annaclara, deux filles d'un riche entrepreneur, le directeur Siniscalco. Fedele et Vittorio sont très  différents : Fedele, est respectueux, doux et dévoué à sa famille et à ses devoirs, tandis que Vittorio, est un père de deux jumelles, Ondina et Delfina, et au contraire de son frère Fedele, Vittorio  trompe souvent sa femme et c'est un escroc qui profite des autres, y compris son beau père. Un jour, la voiture de Vittorio est retrouvée au fond d'un lac et l'homme est déclaré mort. Sauf que six ans plus tard, à l'aide d'une cassette vidéo, la famille découvre que Vittorio vit à La Havane, Cuba.
Fedele se rend à Cuba pour tenter de ramener Vittorio à la maison en s'appuyant sur les sentiments familiaux, mais Fedele découvre que son frère est connu sous le nom d'El Tiburon  et qu'il organise des escroqueries contre les touristes avec sa partenaire, Almadedios. Fedele finira par être fasciné par l'ambiance cubaine et par la belle, Almadedios, dont un amour réciproque prend naissance. Fedele décide de s'installer à Cuba pour réaliser son rêve oublié de devenir chanteur de mélodies latinos.
Cependant, Almadedios est arrêtée par la police cubaine pour escroquerie contre un français, elle est coupable de vouloir faire du chantage pour de l'argent grâce aux photos compromettantes prises par Vittorio pendant leurs intimités. Pendant ce temps, le directeur Siniscalco a envoyé l'avocate Eva à la recherche de Vittorio. L'avocate trouve Vittorio et l'informe que son beau père ne veut plus le voir et qu'il devra quitter Cuba ainsi que l'Italie ou bien, il sera arrêté. Vittorio est contraint de déménager à Genève, Suisse, mais avant de partir il salue son frère Fedele qui décide de rester à Cuba avec sa bien aimée Almadedios, entre temps libérée. Le couple parvient à avoir des enfants alors que Fedele n'avait jamais réussi à en avoir avec sa femme Laura.

## Fiche technique
- Réalisation : Dario Baldi
- Scénario : Lorenzo De Marinis, Massimiliano Orfei
- Producteur : Marco Poccioni, Marco Valsania
- Production : Medusa film, Rodeo Drive
- Photographie : Vittorio Omodei Zorini
- Musique : Alessandro Forti, Francseco De Luca
- Pays d'origine :  Italie
- Format : 1,85:1
- Genre : comédie
- Durée : 90 minutes
- Date de sortie : Italie : 22 avril 2011

## Distribution
- Enrico Brignano : Fedele Diotallevi
- Francesco Pannofino : Vittorio Diotallevi
- Aurora Cossio : Almadedios
- Grazia Schiavo : Barbara
- Paola Minaccioni : Laura
- Virginia Raffaele : Annaclara
- Isabelle Adriani : Eve - the spy
- Mimmo Mancini : Colonnello Esteban
- Jean Marie Godet : Francese